# Pölshals
Der Pölshals (806 m ü. A.) ist ein im österreichischen Bundesland Steiermark im Gemeindegebiet von Pöls-Oberkurzheim gelegener Straßenpass, der das Pölstal mit dem Murtal verbindet.

## Lage und Landschaft
Wie die anderen nördlichen Seitentäler der oberen Mur in den Niederen Tauern streicht das Pölstal in seinem unteren Abschnitt stark südost- bis ostwärts, bevor es in das Judenburger Becken der Mur eintritt. Dabei läuft es etliche Kilometer nahezu parallel zum Murtal, vom langgezogenen Rücken des Falkenbergs (1158 m ü. A.) getrennt. Etwa 8 Kilometer flussaufwärts von Judenburg, wo sich die Pöls kurz schon nur etwa 1½ km der Mur annähert, gibt es eine deutliche Einsattelung, den Pölshals. Er liegt nur 100 Höhenmeter über dem Murtal, und ganz auf Höhe des Talgrunds im Pölstals beim Ort Pöls. Westlich des Passes steht der Raningerkogel (945 m ü. A.), als Ausläufer des Habringmassivs (1497 m ü. A.) der Murberge.

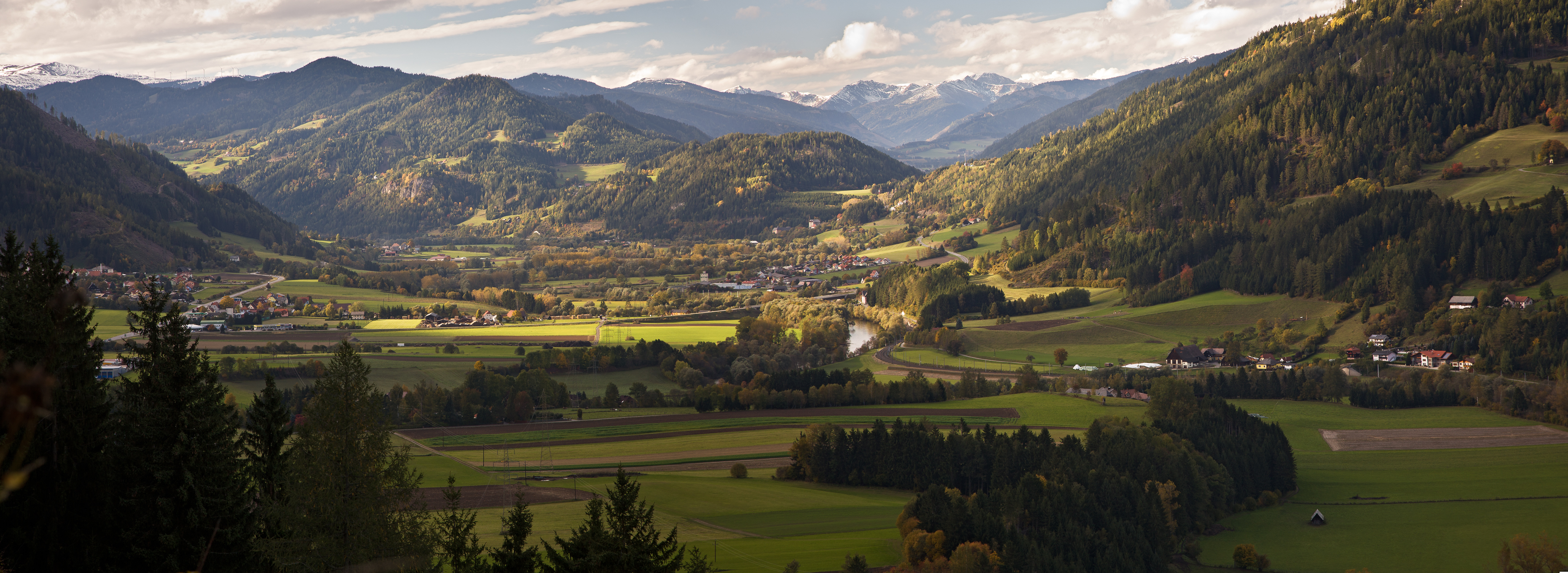
Der Pölshals, vom Murtal aus, taleinwärts, mit Bocksruck-Rücken
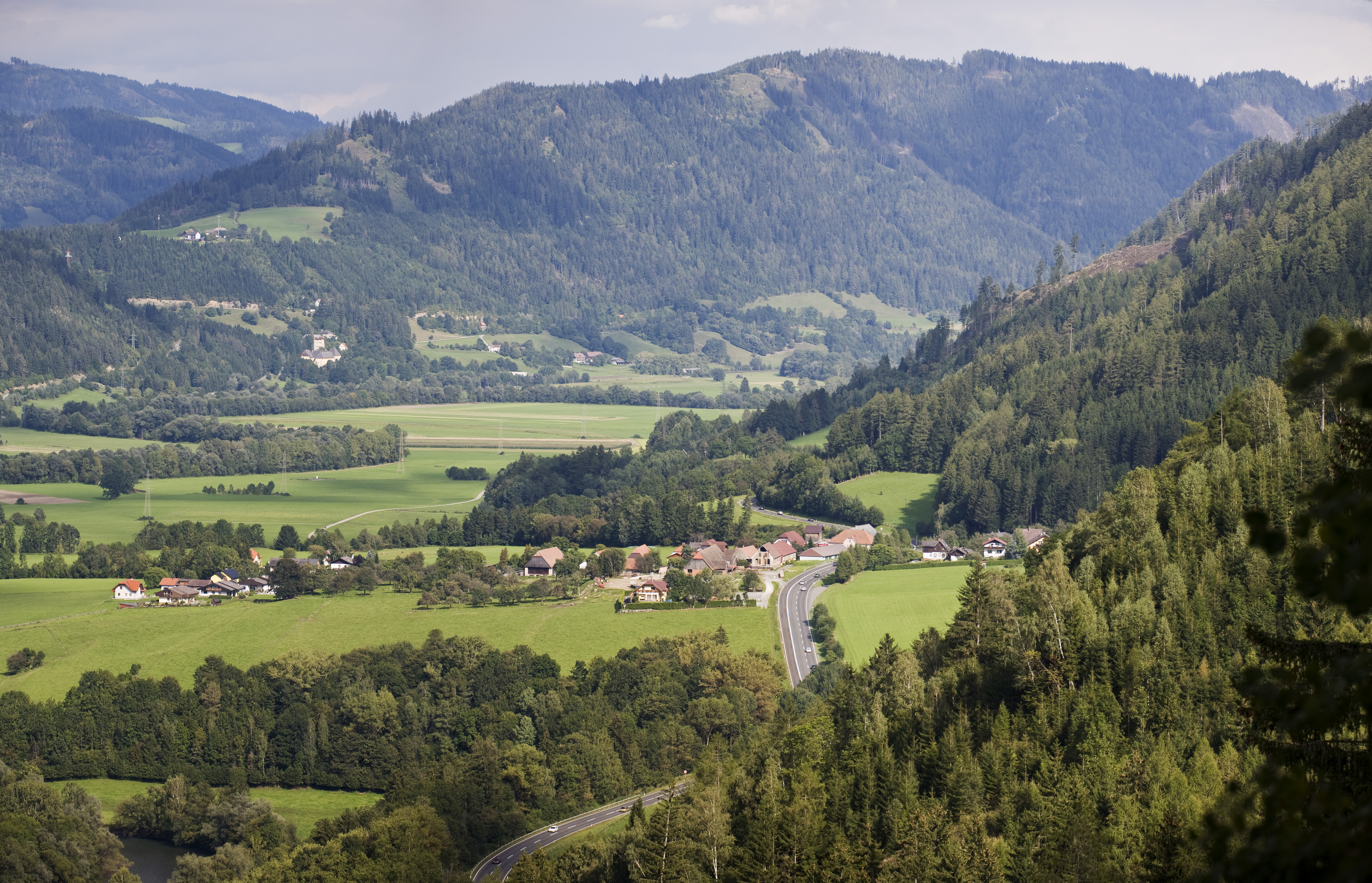
Der Pölshals, murtalauswärts, mit Falkenberg
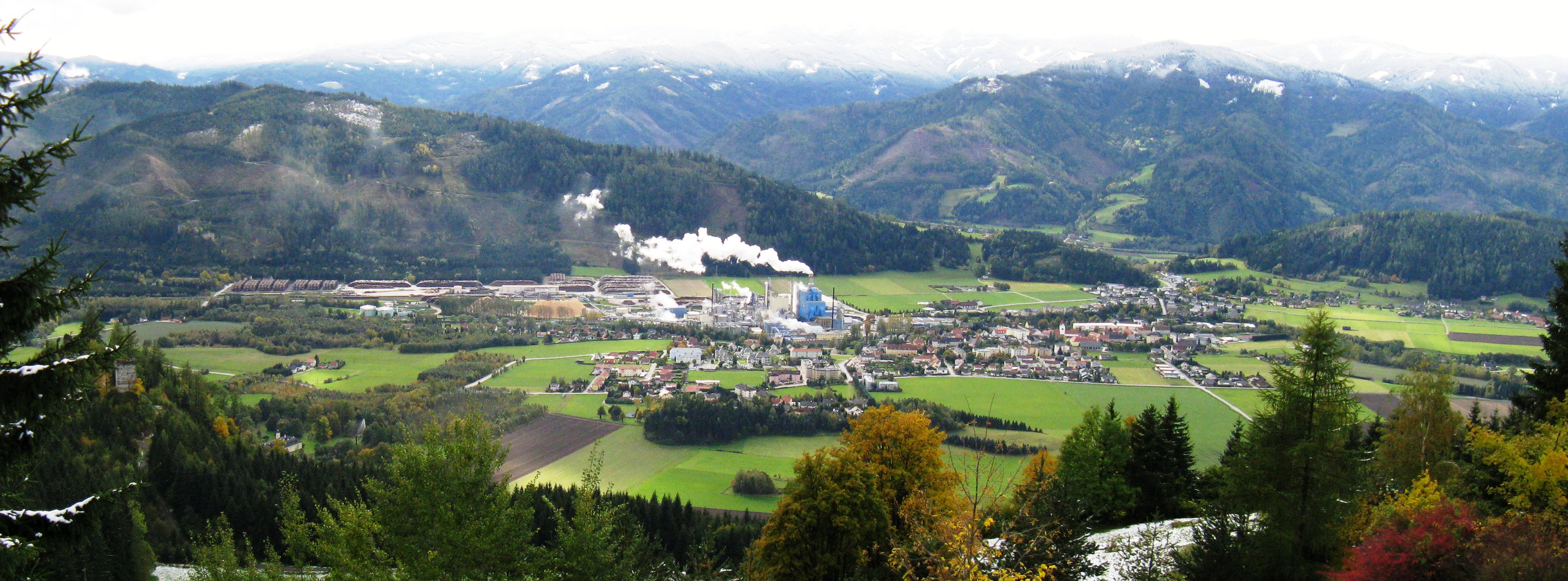
Der Pölshals, vom Pölstal aus

## Geologie
Der Pölshals-Sattel beruht auf einer Nord–Süd-streichenden lokalen geologischen Störung (Pölshalsstörung). Er wurde vom Murtalgletscher während der Maximalvereisungen von der Mur nach Norden überströmt, wo er im Pölstal eine lobusförmige seitliche Gletscherzunge ausbildete (der Murtaler Hauptstrom, selbst nur ein Nebenstrom des Gesamtgletschers, der nach Kärnten abfloss, endete bei Judenburg am Grünhübl).

## Geschichte und Ausbau
Der Pölshals stellt eine uralte Verbindung dar, archäologische Spuren gehen bis in die Jungsteinzeit zurück. Auf einer Trasse, die der heutigen sehr ähnlich ist, hat schon eine Römerstraße in das Pölstal geführt. Sie gehörte wohl zur Norischen Straße Virunum – Ovilava (Kärnten – Oberösterreich) Neumarkter Sattel – Triebener Tauern – Pyhrn. Auf der Passhöhe, wo Straßen- wie auch Siedlungsreste gefunden wurden, könnte sich auch die römische Poststation Monate befunden haben. 
Weiters wurde hier auch die für 767 in der Zeit der Slawenmission genannte Kirche Ad Undrimas vermutet.
Der heutige Name ist jünger, Hals ist ein altes Wort für Pässe.
Zwei Straßenverbindungen nutzen diesen Pass heute:
- Der neue Pölshals Triebener Straße B 114, der Pöls südostwärts mit Thalheim und in weiterer Folge mit Judenburg verbindet.
- Der alte Pölshals Triebener Straße B 114a, der Pöls mit Sankt Georgen ob Judenburg verbindet. Er zweigt unmittelbar an der Passhöhe vom neuen Pölshals Richtung Südwest ab und führt dann muraufwärts nach Sankt Georgen.

Die B 114a (alter Pölshals) ist aufgrund ihrer altertümlichen Trassierung – unüblich engradige Kuppen und Senken, sowie Kurven ohne Klothoide – als Geheimtipp bzw. Mutstrecke unter Motorradfahrern bekannt.

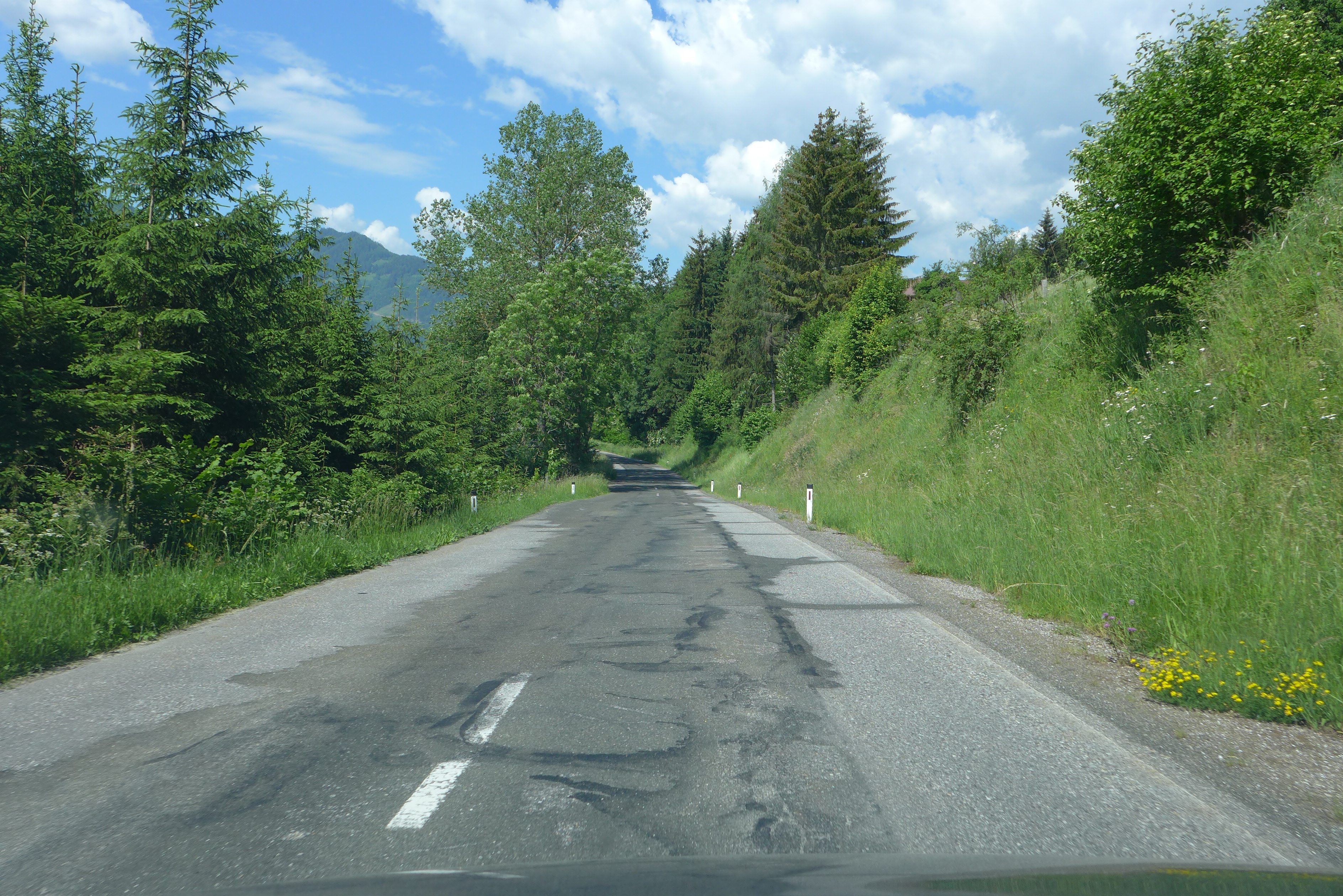
Straßentrassierung nach heute nicht mehr üblichen Maßstäben mit Kuppen und engen Kurven.
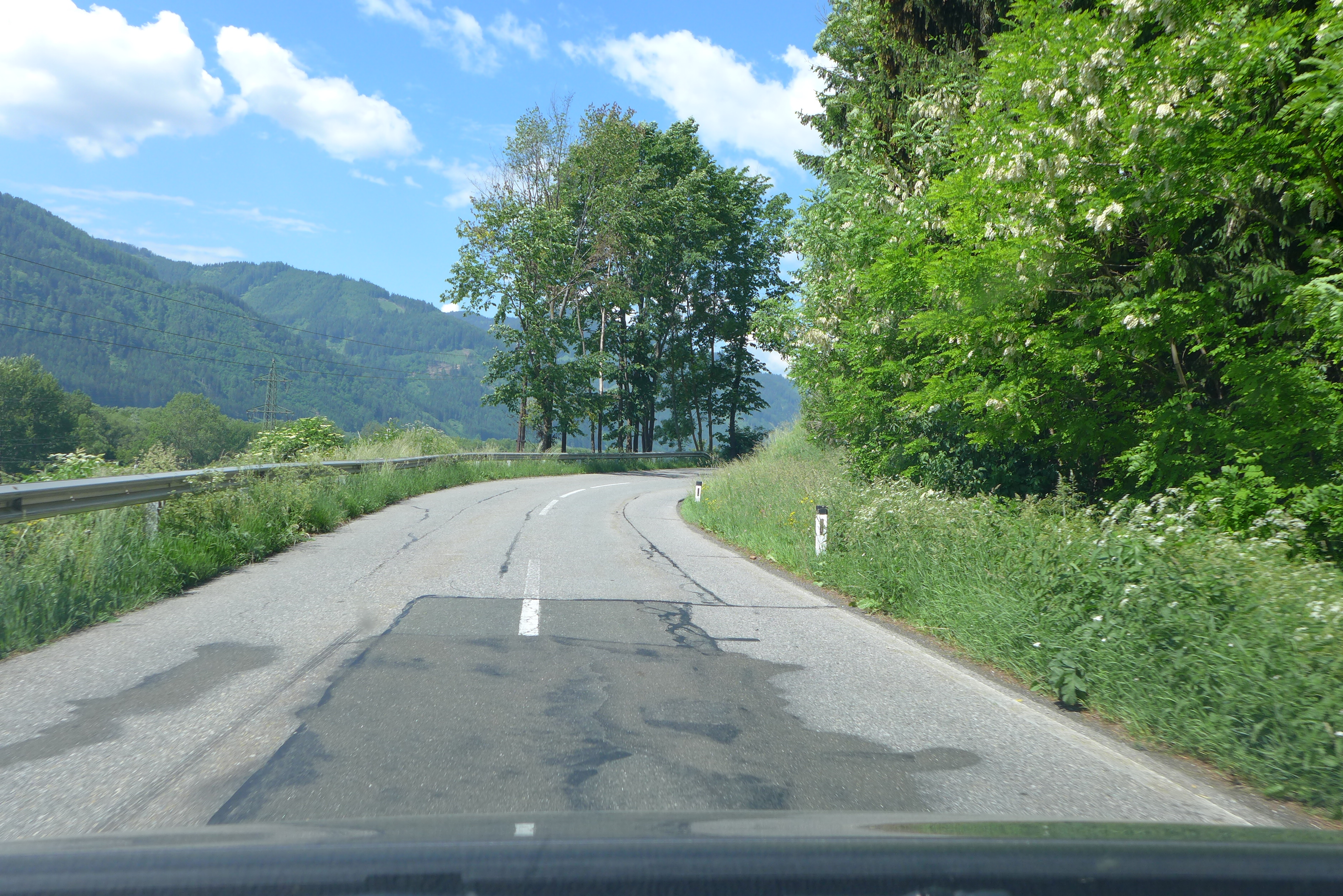
Einer der vielen engen Kurven auf der B 114a, der alten Triebener Straße.
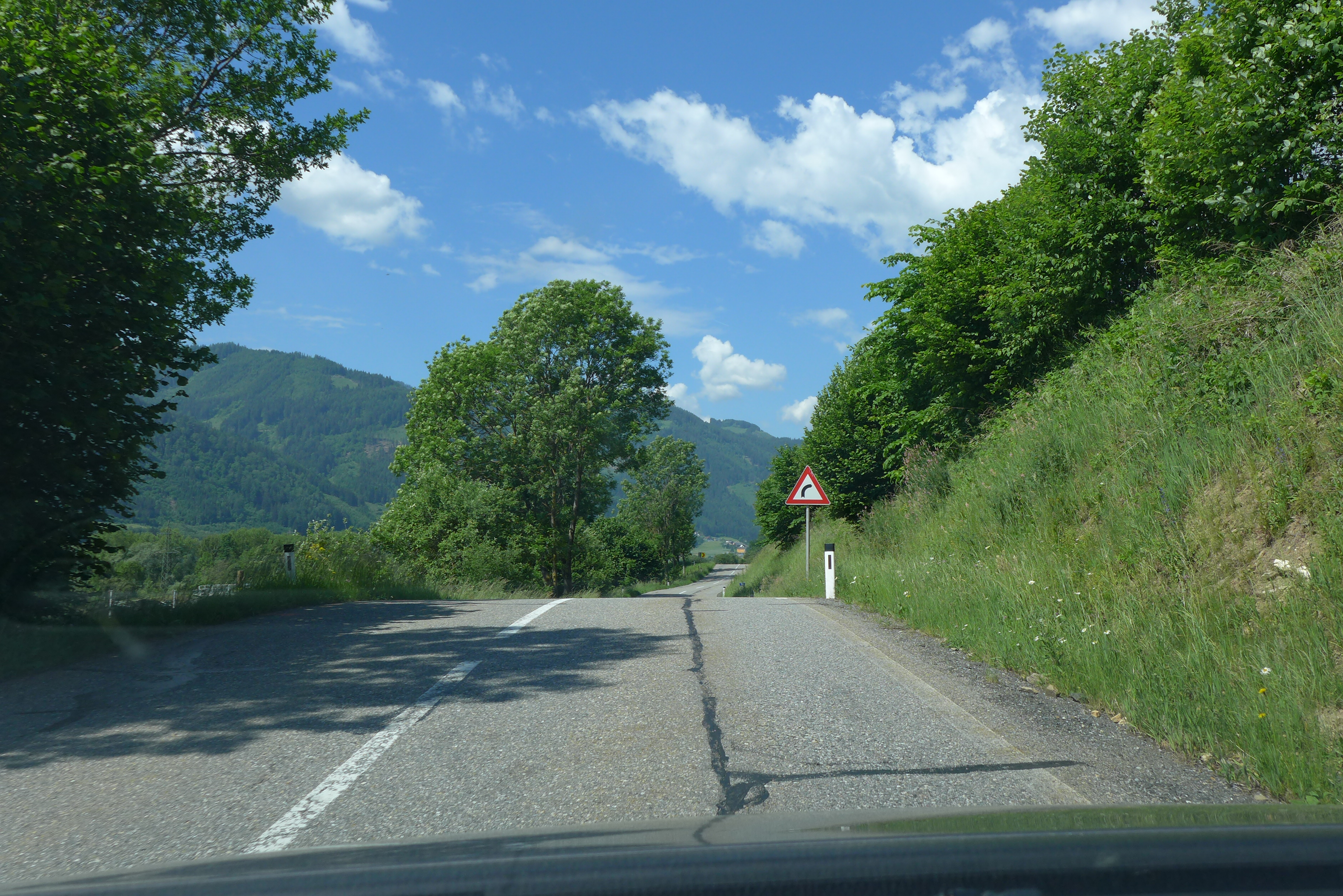
Altertümliche Trassierung mit engen Kurven.